# Phyllopalpus nigrovarius
Phyllopalpus nigrovarius is een rechtvleugelig insect uit de familie krekels (Gryllidae). De wetenschappelijke naam van deze soort is voor het eerst geldig gepubliceerd in 1869 door Walker.